# Trận chiến Valdepeñas

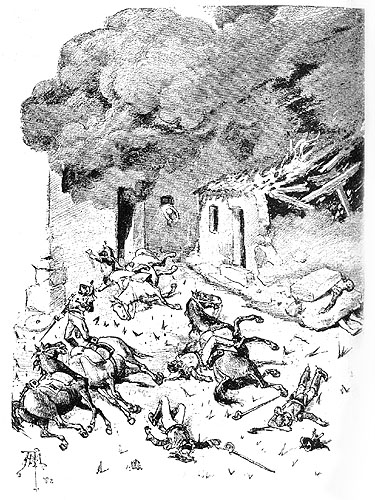
Cuộc nổi dậy của Valdepeñas.

Trận chiến Valdepeñas là một cuộc nổi dậy phổ biến diễn ra vào ngày 6 tháng 6 năm 1808, khi bắt đầu Chiến tranh Độc lập Tây Ban Nha, tại thị trấn Valdepeñas, Ciudad Real, Castile-La Mancha . Valdepeñas nằm trên con đường chính từ Madrid đến Andalusia. 
Sau cuộc nổi dậy của ngày hôm trước ở Santa Cruz de Mudela, các tướng Pháp như Ligier-Belair và Roize, đứng đầu khoảng 800 binh sĩ, trong đó có 250 con rồng, cùng với 300 binh sĩ đã trốn thoát khỏi cuộc nổi dậy ở Santa Cruz và bắt đầu chuẩn bị hành quân qua thị trấn Valdepeñas. Tất cả mọi người trong đó bao gồm cả phụ nữ như Juana Galán,  đã trở thành nữ anh hùng dân tộc, đã tấn công cột hàng đầu và Ligier-Belair được gửi trong những con rồng, những người buộc phải rút lui. 
Cuối cùng, quân đội Pháp đã đốt cháy khoảng 500 ngôi nhà và bắn vào dân chúng đang chạy trốn. Các đám cháy đã hoành hành trong ba ngày và thỏa thuận ngừng bắn quy định rằng quân đội Pháp sẽ không đi qua làng để đổi lấy nguồn cung cấp lương thực trong một ngày. 
Các hành động du kích tại Santa Cruz và Valdepeñas, cùng với các hành động biệt lập hơn ở chính Sierra Morena, đã cắt đứt hiệu quả liên lạc quân sự của Pháp giữa Madrid và Andalusia trong khoảng một tháng. 